# Shu (stat)
Denna artikel handlar om den kinesiska staten under Shangdynastin och Zhoudynastin i Kinas historia. För staten under De tre kungadömena (220–280), se Shu Han. För staterna under De fem dynastierna och De tio rikena (902–979), se Tidigare Shu och Senare Shu.
Shu (古蜀, Gǔ Shǔ) var en historisk stat i Kina existerade fram till år 316 f.Kr. Shu låg kring dagens Chengdu i Sichuanprovinsen.
Shu levde tillsammans med sin grannstat Ba separerat från Zhoudynastins feodalsystem. Detta berodde huvudsakligen på det avskilda läget med omgivande berg i Sichuanbäckenet. Shu utvecklade parallellt med Shangdynastin (1600–1046 f.Kr.) en helt egen kultur. Utgrävningarna i Sanxingdui norr om Chengdu visar på unika bronsföremål från Shu, med ett formspråk som kraftigt avviker från de föremål som tillverkades av Shangdynastin och dess efterföljande dynastier.
Under tiden för De stridande staterna erövrades Shu år 316 f.Kr. av staten Qin, som senare enade hela Kina och grundade Qindynastin.